# Pseudogymnophalus alcae
Pseudogymnophalus alcae är en plattmaskart. Pseudogymnophalus alcae ingår i släktet Pseudogymnophalus och familjen Gymnophallidae. Inga underarter finns listade i Catalogue of Life.